# San Carlos-seminarie

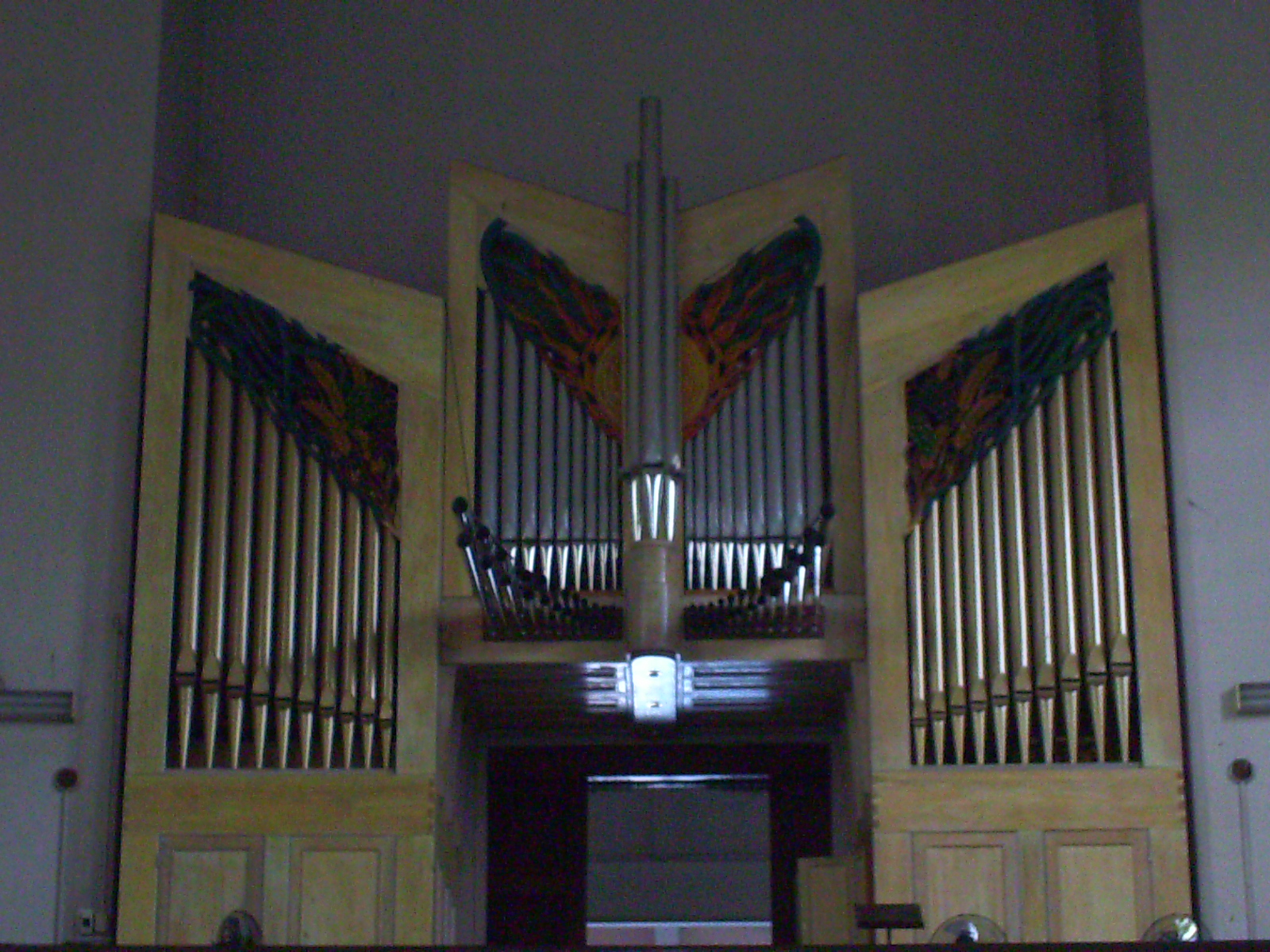
Orgel in de kapel van het seminarie

Het San Carlos-seminarie is het seminarie van het aartsbisdom Manilla in de Filipijnen. Het seminarie werd in 1702 opgericht door een koninklijk decreet van Filips V. In het seminarie worden priesters opgeleid voor het aartsbisdom Manilla en andere bisdommen in met name Metro Manilla.

## Filipijnse rectors van het San Carlos-seminarie
1. Oscar V. Cruz (1973 - 1978)
2. Protacio Gungon (1978 - 1980)
3. Gaudencio Rosales (1980 - 1982)
4. Ramon Argüelles (1982 - 1986)
5. Francisco De Leon (1986 - 1991, 1998 - 2001)
6. Crisostomo Yalung (1991 - 1994)
7. Allen Aganon (1994 - 1998)
8. Jesus-Romulo Rañada (2001 - 2002)
9. Edwin Mercado (2002 - 2008)
10. Hernando Coronel (2008 - 2015)
11. Joselito Martin (2015-heden)